# Campionato del mondo di arrampicata 2009
Il Campionato del mondo di arrampicata 2009 si è tenuto dal 30 giugno al 5 luglio 2009 a Qinghai, Cina.

## Specialità lead

### Uomini
| Pos. | Atleta                 | Paese         |
| ---- | ---------------------- | ------------- |
|      | Patxi Usobiaga Lakunza | Spagna        |
|      | Adam Ondra             | Rep. Ceca     |
|      | David Lama             | Austria       |
| 4    | Sachi Amma             | Giappone      |
| 5    | Sean McColl            | Canada        |
| 6    | Valeriy Kryukov        | Ucraina       |
| 7    | Cédric Lachat          | Svizzera      |
| 8    | Tatsumi Nitta          | Giappone      |
| 9    | Manuel Romain          | Francia       |
| 9    | Sangwon Son            | Corea del Sud |

### Donne
| Pos. | Atleta              | Paese         |
| ---- | ------------------- | ------------- |
|      | Johanna Ernst       | Austria       |
|      | Jain Kim            | Corea del Sud |
|      | Maja Vidmar         | Slovenia      |
| 4    | Yuka Kobayashi      | Giappone      |
| 5    | Angela Eiter        | Austria       |
| 6    | Caroline Ciavaldini | Francia       |
| 7    | Barbara Bacher      | Austria       |
| 8    | Akiyo Noguchi       | Giappone      |
| 9    | Olga Bibik          | Russia        |
| 10   | Bettina Schöpf      | Austria       |

## Specialità boulder

### Uomini
| Pos. | Atleta                   | Paese       |
| ---- | ------------------------ | ----------- |
|      | Alexey Rubtsov           | Russia      |
|      | Rustam Gelmanov          | Russia      |
|      | David Barrans            | Regno Unito |
| 4    | Guillaume Glairon Mondet | Francia     |
| 5    | Kilian Fischhuber        | Austria     |
| 6    | Sean McColl              | Canada      |
| 7    | Victor Kozlov            | Russia      |
| 8    | Gabriele Moroni          | Italia      |
| 9    | Cédric Lachat            | Svizzera    |
| 10   | Christian Core           | Italia      |

### Donne
| Pos. | Atleta               | Paese       |
| ---- | -------------------- | ----------- |
|      | Yulia Abramchuk      | Russia      |
|      | Olga Shalagina       | Ucraina     |
|      | Anna Stöhr           | Austria     |
| 4    | Mina Markovic        | Slovenia    |
| 5    | Akiyo Noguchi        | Giappone    |
| 6    | Anna Gallyamova      | Russia      |
| 7    | Olga Bibik           | Russia      |
| 8    | Natalija Gros        | Slovenia    |
| 9    | Alexandra Balakireva | Russia      |
| 10   | Alex Johnson         | Stati Uniti |

## Specialità speed

### Uomini
| Pos. | Atleta                 | Paese      |
| ---- | ---------------------- | ---------- |
|      | Qixin Zhong            | Cina       |
|      | Alexandr Nigmatulin    | Kazakistan |
|      | Ivan Novikov           | Russia     |
| 4    | Sergey Abdrakhmanov    | Russia     |
| 5    | Ning Zhang             | Cina       |
| 6    | Sergey Sinitsyn        | Russia     |
| 7    | Evgenii Vaitcekhovskii | Russia     |
| 8    | Libor Hroza            | Rep. Ceca  |
| 9    | Maksym Styenkovyy      | Ucraina    |
| 10   | Csaba Komondi          | Ungheria   |

### Donne
| Pos. | Atleta            | Paese   |
| ---- | ----------------- | ------- |
|      | Cuilian He        | Cina    |
|      | Cuifang He        | Cina    |
|      | Chunhua Li        | Cina    |
| 4    | Edyta Ropek       | Polonia |
| 5    | Xuhua Pan         | Cina    |
| 6    | Yuliya Levochkina | Russia  |
| 7    | Valentina Yurina  | Russia  |
| 8    | Olena Ryepko      | Ucraina |
| 9    | Olga Morozkina    | Russia  |
| 10   | Anna Stenkovaya   | Russia  |